# الکرعانه
الکرعانه یک منطقهٔ مسکونی در قطر است که در شهرداری الریان واقع شده‌است. الکرعانه ۱۵٫۵ کیلومتر مربع مساحت دارد ۵۲ متر بالاتر از سطح دریا واقع شده‌است.